# Concorrência pública
A  concorrência pública é a modalidade de licitação para contratação de bens e serviços especiais (aqueles que, por sua alta heterogeneidade ou complexidade, não podem ser descritos como comuns) e de obras e serviços comuns e especiais de engenharia. Essa modalidade admite todos os critérios de julgamento previstos na lei, excelo o de maior lance. 